# 多头麻花头
多头麻花头（学名：Serratula polycephala Iljin）是一种菊科植物。这种植物分布于中国东北、河北、山西及内蒙古。